# Campinematàcies
Les campinematàcies (Campynemataceae) són una família de plantes amb flors monocotiledònies. Conté unes poques espècies de plantes herbàcies perennes endèmiques de Nova Caledònia i Tasmània. El nom del clade deriva dels mots grecs kampylos («corb», «tort») i nema («fil»).

## Característiques
Tenen la base de les fulles fibrosa i persistent. El gènere Campynemanthe té una inflorescència subumbel·lada, l'ovari un poc súper i l'àpex de la fulla dentat; el gènere Campynema té les anteres extrorses i l'ovari ínfer. Aquesta família va ser reconeguda per sistemes de classificació moderns com APG III (2009) i el sistema APWeb (2001 cap endavant).

## Taxonomia
Aquesta família va ser reconeguda per APG III (2009), el Liniar APG III (2009) li assignà el nombre de família 52. La familia ja havia estat reconeguda pel APG II (2003).
2 gèneres segons l'APWeb (visitat el gener de 2009):
- Campynema
- Campynemanthe